# Новый Курлак
Новый Курлак — село в Аннинском районе Воронежской области России.
Административный центр Новокурлакского сельского поселения.

## Население
| 1859 | 1897  | 2000 | 2005 | 2010 |
| ---- | ----- | ---- | ---- | ---- |
| 2667 | ↗3223 | ↘741 | ↘680 | ↘585 |

## География
Находится на правом берегу реки Курлак.

### Улицы
- ул. Горького,
- ул. Красный Лог,
- ул. Ленина,
- ул. Советская,
- ул. Степная,
- ул. Ясная Поляна.

## История

### XVIII век
Новый Курлак основан в 1740 году дворцовыми крестьянами из северных уездов России. На противоположном берегу с 1701 года существовала Курлацкая слобода, которую назвали Старым Курлаком, а вновь возникшее селение Новым Курлаком.
В 1763 году в Новом Курлаке было 162 жителя мужского пола. К 1789 году относится появление Богословской церкви.
В Новом Курлаке изначально многие фамилии сельчан оканчивались на «ский» (Алексеевский, Бассардинский, Буринский, Вощинский, Добринский, Долниковский, Дьяконский, Барковский, Ерофеевский, Желнинский, Каурковский, Комлевский, Каширский, Никольский, Пилявинский, Сысовский, Зименский, Татаринский, Таковицкий, Шивинский). Этот феномен объясняется тем, что в конце 60-х годов XVIII века в курлацкие села была сослана группа активных участников польского восстания против царской России; так на этой земле появились курлацкие «поляки».
В 1796 году Новый Курлак был пожалован императором Павлом I графу А. А. Безбородко, и новокурлакцы стали крепостными. В это время в селе насчитывалось 177 дворов и 1120 жителей.

### XIX век
В 1832 году княгиня Лобанова-Ростовская, урождённая Безбородко, продала Новый Курлак Николаю Ивановичу Станкевичу, род которого владел этим имением до 1917 года. Станкевичи отстроили в Новом Курлаке усадьбу: господский дом, сад с оранжереей. Красив был парк с ухоженными аллеями, беседками, полянами. К середине XIX века в расстроившемся селе насчитывалось 399 дворов и 2667 жителей.

### XX век
Советская власть установилась в Новом Курлаке в декабре 1917 года. В годы гражданской войны боевых действий в селе не велось. В 1918 году в доме торговцев Проторчиных некоторое время находился штаб 13-й стрелковой дивизии РККА. В 1919 году через село прошла конница Мамонтова; искали коммунистов, забрали коней, сожгли мост, уходя от конницы Буденного.